# En Skuespillers Kærlighed
En Skuespillers Kærlighed è un film muto del 1920 diretto da Martinius Nielsen.

## Produzione
Il film fu prodotto dalla Nordisk Film Kompagni.

## Distribuzione
In Danimarca, il film fu distribuito dalla Fotorama, presentato al Panoptikon di Copenaghen il 5 marzo 1920 mentre, sempre nel 1920, la Nordisk Film Kompagni lo distribuì in Svezia. In Finlandia, il film uscì il 13 settembre 1920 con il titolo Näyttelijän rakkaudentarina.